# Литовщина (село)
Лито́вщина —  село в Україні, у Лозівській міській громаді Лозівського району Харківської області. Населення становить 61 осіб. Орган місцевого самоврядування — Миколаївський старостинський округ Лозівської міської об’єднаної територіальної громади.

## Географія
Село Литовщина знаходиться на правому березі річки Литовщина, яка через 5 км впадає в річку Мала Тернівка. Вище за течією на відстані 5 км розташоване село Мальцівське, на протилежному березі - село Василівка (Дніпропетровська область). Поруч проходить автомобільна дорога Т 2107.

## Історія
1918 — дата заснування.
12 червня 2020 року, відповідно до Розпорядження Кабінету Міністрів України  № 725-р «Про визначення адміністративних центрів та затвердження територій територіальних громад Харківської області», увійшло до складу Лозівської міської громади.
17 липня 2020 року, в результаті адміністративно-територіальної реформи та ліквідації колишнього Лозівського району (1923—2020), увійшло до складу новоутвореного Лозівського району Харківської області.

## Населення

### Мова
Розподіл населення за рідною мовою за даними :
| Мова       | Кількість | Відсоток |
| ---------- | --------- | -------- |
| українська | 54        | 88.52%   |
| російська  | 7         | 11.48%   |
| Усього     | 61        | 100%     |